# Casey Junior
Casey Junior est un personnage de fiction qui apparaît la première fois dans le dessin animé de Walt Disney Le Dragon récalcitrant, sorti en 1940. C'est une locomotive ayant des traits anthropomorphe comme un visage.
C'est une locomotive à vapeur de type Porter (2-4-0). Il apparaît aussi dans Dumbo.

## Description
Casey junior est basé sur les locomotives américaines du XIXe siècle destinées au transport de passagers ou aux manœuvres.
Il reprend de ces machines :
- La cheminée haute avec un petit entonnoir à escarbilles (la chauffe au bois imposait ce type de cheminée pour éviter l'émission d'escarbilles pouvant mettre le feu aux forêts).
- La grande cabine de conduite (comparée aux locomotives européennes de la même époque)
- La lanterne à l'avant
- Le chasse-pierres par-dessus le bissel avant (les deux petites roues qui ne sont pas reliées aux pistons).

Pour donner un aspect humain à la machine, on lui a ajouté un visage, la lanterne prend la forme d'une casquette qui rappelle les uniformes des cheminots.
Le reste se joue dans le mouvement : la locomotive bouge comme un être vivant, fait bouger ses pistons comme des bras.
Il est à noter que Casey junior est une rareté chez Disney en tant que machine vivante et dotée d'une personnalité.

## Apparitions cinématographiques

### SéquenceCasey Jr.du Dragon récalcitrant
Cette séquence d'animation de quelques secondes présente une locomotive aux caractéristiques anthropomorphes et n'a pour but que de présenter les effets sonores à M. Benchley et, par son intermédiaire, aux spectateurs. La locomotive qui tire ici un train de passager (correspondant davantage à ses caractéristiques techniques qu'un long et lourd train de cirque) est baptisée Casey Junior.
Dans cette séquence, le voyage de Casey Jr se fait malgré une tempête et un pont brisé au-dessus d'un ravin, qu'il franchit d'un saut, ce qui n'est pas sans rappeler le court métrage Trolley Troubles (1927) avec Oswald le lapin chanceux. La séquence était supposée apparaître dans le long métrage Dumbo, prévu pour sortir quatre mois plus tard, mais elle fut coupée au montage. Casey junior passe tout juste de l'autre côté du pont cassé, mais il retombe en catastrophe et se retrouve pratiquement en pièces détachées.

### Dumbo
Il apparaît par la suite dans Dumbo tractant le train du cirque. Une chanson récurrente dans le film lui est même consacré. Notez que le nom « Casey Junior » n'est pas mentionné dans la version française : « il roule pour vous le train du bonheur, il sera à l'heure, le train du bonheur... »
La scène la plus mémorable du film est l'ascension de la montagne, où Casey s'encourage en répétant « il faut le faire, il faut le faire... », puis, en descendant : « fallait le faire, fallait le faire... »
Cette scène est une référence directe à un conte américain pour enfant, the little engine that could, traduisible en français par « la petite locomotive qui l'a fait ». L'histoire raconte comment une petite locomotive affectée aux manœuvres dans un dépôt réussit à conduire un train en panne à destination malgré la montagne. La petite machine s'encourageait en répétant I think I can (je pense que je peux le faire), jusqu'à la gare où après nombres d'épreuves surmontées elle dit I thought I could, (je pensais que je pouvais).
Ici, Casey Junior, et ses deux essieux moteurs (typique du XIXe siècle) est une bien faible machine pour tirer un train aussi long et lourd. La scène du départ le montre bien : Casey n'arrive pas à démarrer. C'est un invraisemblable jeu de ressort entre les wagons et le butoir qui permet la poussée nécessaire au démarrage. La montagne est un vrai défi pour cette petite machine, d'où la référence.
On peut supposer qu'entre les deux films, Casey Jr a été rafistolé puis racheté par le cirque, car il a subi quelques modifications : 
- la cabine : elle est un peu plus courte dans Dumbo.
- la cloche : Casey possède une cloche dans le dragon récalcitrant, mais elle disparaît dans Dumbo, cela est certainement dû à la cabine raccourcie.
- la transmission par bielles : le piston attaque le premier essieu moteur dans le dragon récalcitrant, alors qu'il attaque le deuxième dans Dumbo. Cela rend la locomotive plus réaliste.

### Autres apparitions
- Casey Junior fait une brève apparition dans Qui veut la peau de Roger Rabbit (1988).
- Dans le film Babes in Toyland (1997), le train de la scène d'ouverture, le Toyland Express, ressemble à Casey Junior.
- Dans le film 1 001 Pattes (1998) de Pixar, le train des insectes du cirque s'appelle Casey Jr Cookies.
- Dans le film Kuzco 2 : King Kronk (2005), la suite de Kuzco, l'empereur mégalo (2000), Kronk possède dans sa nouvelle maison un train miniature de Casey Junior dans Dumbo, complet avec les wagons à l'échelle.
- Dans le film Dumbo (2019), réalisé par Tim Burton, Casey Jr. prend la forme d'une vraie locomotive reprenant les trais originaux.

## Parcs d'attractions
Une attraction intitulée Casey Jr Circus Train à Disneyland en Californie ou Casey Jr., le petit train du cirque au Parc Disneyland en France reprend la locomotive et les wagons du cirque.
La version de Disneyland a ouvert le 31 juillet 1955 et celle du Parc Disneyland en avril 1994.

## La voix de Casey Junior, une originalité technique.
La séquence du Dragon Récalcitrant explique comment la voix de Casey Junior est réalisée dans la version originale.
Elle donne réellement l'impression d'un sifflet qui parle et pour cause : la technique employée est la même que celle du vocodeur.
L'appareil en question s'appelle un Voxophone. Des capteurs placés sur le cou captent les vibrations de la gorge (les formants de la voix) qui vont ensuite moduler un vrai son de sifflet.
Dans la version française, la voix de Francis Lax est simplement mixée avec un enregistrement de sifflet et aucun effet particulier n'est appliqué sur la voix pour la séquence de la montagne.